# Melinaea maëlus
Melinaea maëlus är en fjärilsart som beskrevs av William Chapman Hewitson 1860. Melinaea maëlus ingår i släktet Melinaea och familjen praktfjärilar. Inga underarter finns listade i Catalogue of Life.